# La Capella (Serra de Salines)
La Capella (la Capilla del Fraile en castellà) és el cim de la serra de Salines, entre les comarques valencianes de l'Alt Vinalopó i el Vinalopó Mitjà, i el sector nord-oriental de la Regió de Múrcia (Espanya). Amb 1.238 metres d'alçada, és el cim de major altura de la serra de Salines i de la comarques del Vinalopó.
El molló situat a dalt de la muntanya de la Capella esdevé frontera entre el País Valencià i Múrcia, i allà conflueixen els termes municipals del Pinós, Villena (per la banda valenciana) i Iecla (per la murciana).